# STS-132
STS-132 est une mission de la navette spatiale Atlantis à destination de la station spatiale internationale. Le lancement a été effectué le 14 mai 2010.
Cette mission est référencée dans le programme ISS en tant qu'ULF4. Le chargement principal à acheminer jusqu'à ISS est constitué du Mini-Module de Recherche 1 russe et du module Integrated Cargo Carrier-Vertical Light Deployable (ICC-VLD).
Trois sorties extra-véhiculaires (EVA) sont planifiées et une supplémentaire est envisagée en cas de besoin.
Cette mission devait être le dernier vol de la navette spatiale Atlantis avant l'ajout de la mission STS-135 en juillet 2011, ultime mission d'une navette spatiale américaine.

## Déroulement de la mission
- Amarrage à la Station Spatiale Internationale, le 17 mai 2010 à 14 h 19 min UTC.

- Trois sorties extra-véhiculaires ont été programmées durant la mission.

- Désamarrage de la Station Spatiale Internationale, le  23 mai 2010 à 15 h 14 min UTC.

- Atterrissage le 26 mai 2010 au Centre spatial Kennedy.

## Les sorties extra-véhiculaires
- 17 mai de 12 h 14 à 18 h 44 (durée prévue de 6 h 30) par Reisman et Bowen.

Installer l'antenne de communication de rechange en bande S sur la structure Z1. Installer une plate-forme de travail sur le manipulateur agile Dextre. Desserrer les vis retenant les six batteries à changer sur le segment de poutre P6.
- 19 mai de 11 h 44 à 18 h 14 (durée prévue de 6 h 30) par Bowen et Good.

Remplacer trois des six batteries du circuit B du segment de poutre P6
- 21 mai de 11 h 14 à 17 h 44 (durée prévue de 6 h 30) par Good et Reisman.

Remplacer les trois dernières batteries.

## Équipage
- Commandant : Kenneth Ham (2)  États-Unis ,[2]
- Pilote : Dominic A. "Tony" Antonelli (2)  États-Unis
- Spécialiste de mission 1 : Stephen Gerard Bowen (2)  États-Unis
- Spécialiste de mission 2 : Michael T. Good (2)  États-Unis
- Spécialiste de mission 3 : Piers Sellers (3)  États-Unis
- Spécialiste de mission 4 : Garrett Reisman (2)  États-Unis

Le chiffre entre parenthèses indique le nombre de vols spatiaux effectués par l'astronaute, STS-132 inclus.

## Galerie

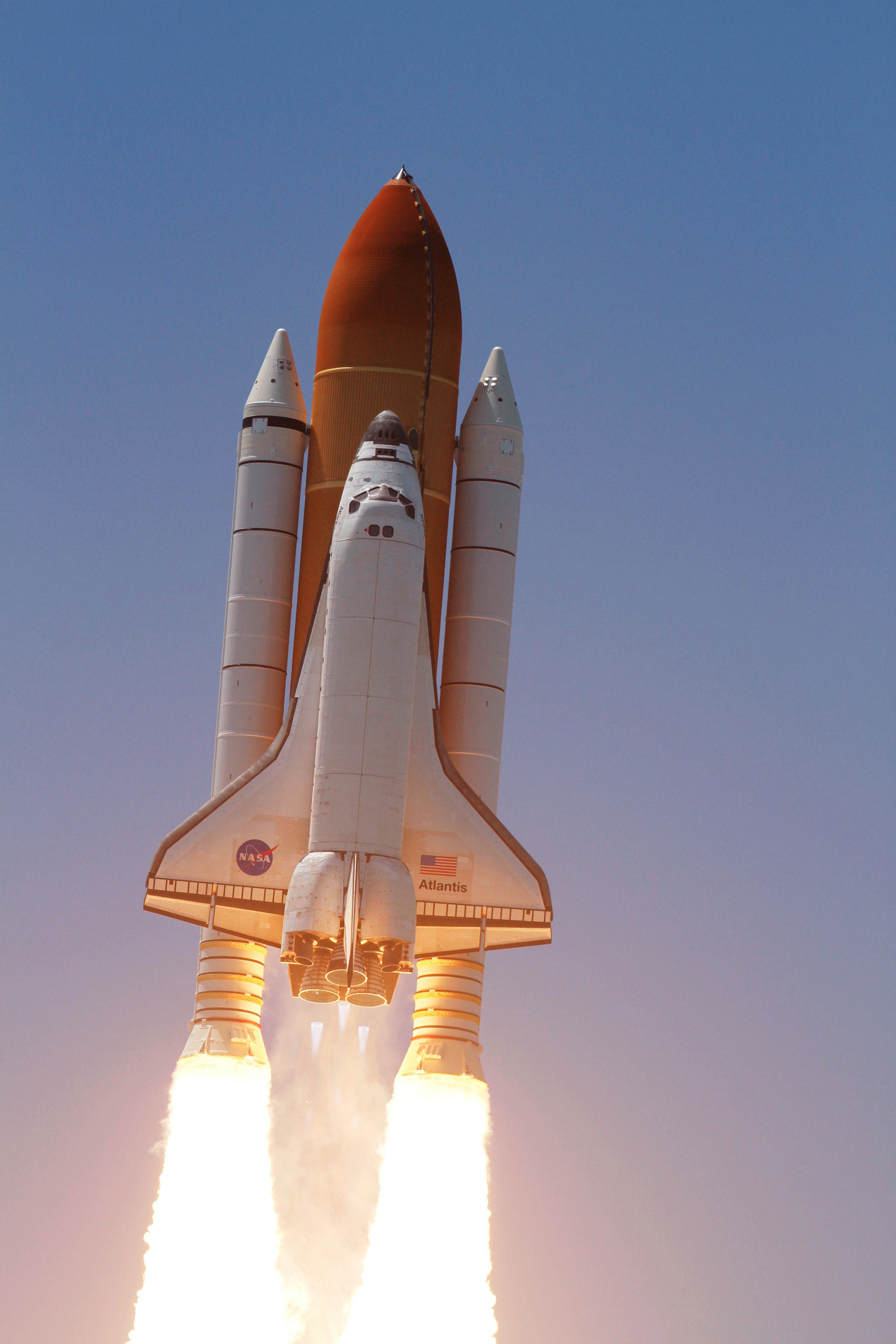
Lancement d'Atlantis, le 14 mai 2010 pour son avant-dernier vol.
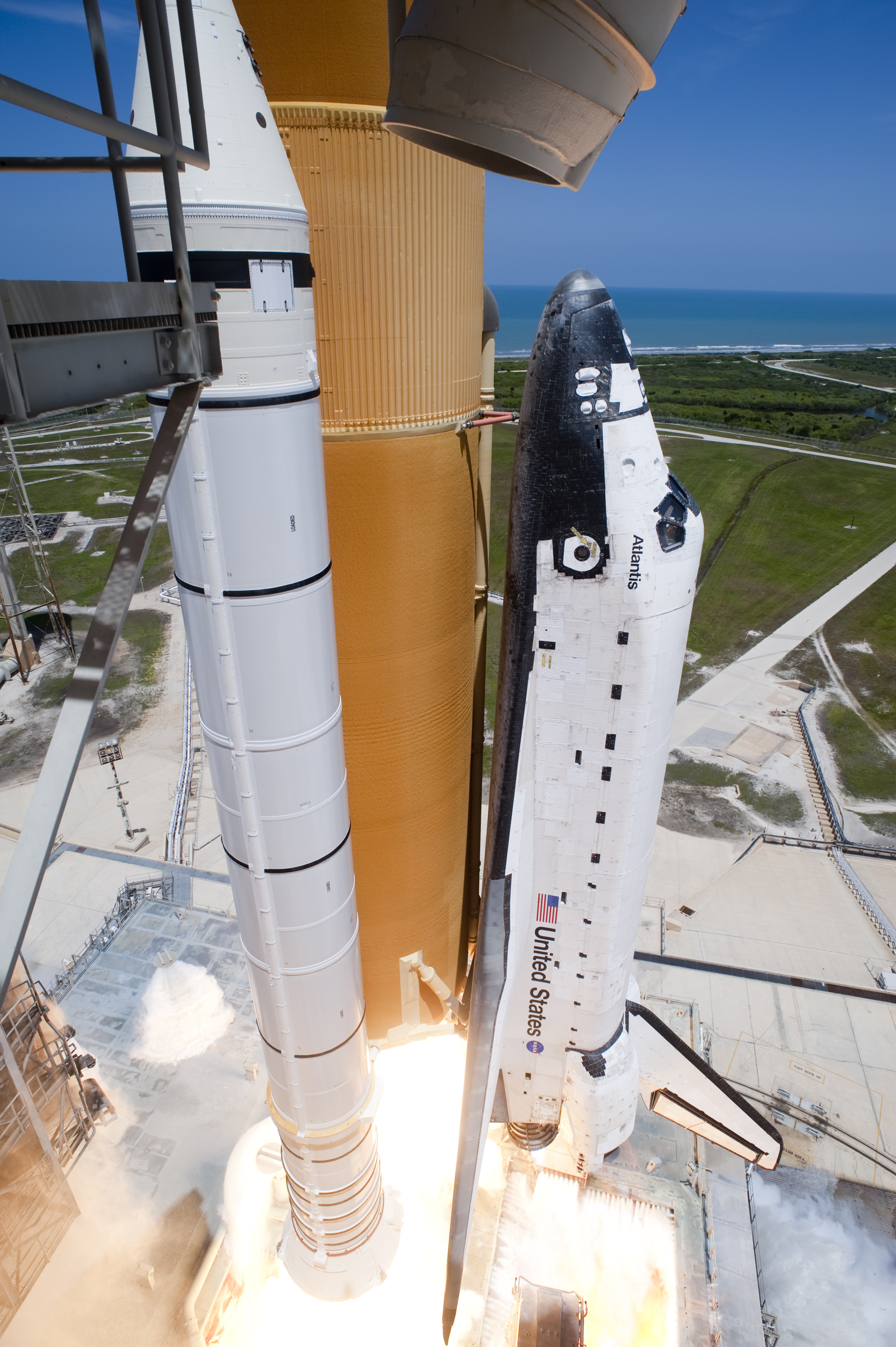
Lancement d'Atlantis.